# Rosa Roth – Die Gedanken sind frei
Die Gedanken sind frei ist ein deutscher Fernsehfilm von Carlo Rola aus dem Jahr 2003. Es handelt sich um die sechzehnte Episode der ZDF-Kriminalfilmreihe Rosa Roth mit Iris Berben in der Titelrolle.

## Handlung
Die elfjährige Laura Vorburg wird von ihren Eltern vermisst, kommt aber kurze Zeit später wieder wohlbehalten zurück zuhause an. Rosa Roth, die sich an der Suche beteiligt, redet auf die Eltern ein, mit ihrer Tochter noch einmal zu sprechen. Sie vermutet, sie belastet etwas und mit ihrem Weglaufen will sie einen Hilferuf absetzen. Drei Wochen nach dem Vorfall wird das Mädchen vergiftet. Roth geht der Tod Lauras sehr nahe und sie leitet sofortige Ermittlungen ein, um den Fall so schnell wie möglich aufzuklären. Beim Vater fällt die Videoüberwachung auf, mit der er Kinder in seinem Swimmingpool beobachten kann. Genauso ist das Verschwinden von Lauras Tagebuchs sonderbar, wo mutmaßlich Hintergründe zur Tat stehen könnten.
Lauras beste Freundin Carolin bestätigt die pädophilen Neigungen des Vaters, da sie selbst im Fokus seines Interesses stand. Ihre beste Freundin Laura fühlte sich schuldig und begann Selbstmord mit Rattengift.

## Hintergrund
Der Film wurde im April 2002 in Berlin und Umgebung gedreht. Am 15. März 2003 wurde die Folge um 20:15 Uhr im ZDF erstausgestrahlt.

## Kritik
Die Kritiker der Fernsehzeitschrift TV Spielfilm vergaben dem Film die bestmögliche Wertung, sie zeigten mit dem Daumen nach oben und bewerteten die Kriterien „Anspruch“ und „Spannung“ mit jeweils zwei von drei Punkten. Sie konstatierten: „Beklemmend“.